# Olathe (Kansas)
Olathe ist ein Vorort von Kansas City, Bestandteil der Metropolregion Kansas City und der Sitz der Countyverwaltung (County Seat) des Johnson County im US-Bundesstaat Kansas. Das U.S. Census Bureau hat bei der Volkszählung 2020 eine Einwohnerzahl von 141.290 ermittelt.
Der Name Olathe stammt aus der Sprache der Shawnee und bedeutet „Schön“.

## Geschichte
Olathe wurde Anfang des Jahres 1857 von John T. Barton gegründet.
Der Ort diente als Zwischenstopp auf dem Oregon Trail, dem California Trail und dem Santa Fe Trail. Die Haupteinnahmequelle der örtlichen Geschäfte bestand in der Versorgung Reisender mit Proviant, bis zum Abebben der Siedlerströme nach Fertigstellung der ersten transkontinentalen Eisenbahnlinie.
Olathe war zwar nicht die erste Stadt des Johnson County, ihr rasches Wachstum führte jedoch bereits im Oktober 1859 zur Einrichtung des Verwaltungssitzes (County Seat).
In den 1950er Jahren wurde Olathe durch den Bau des Interstate Highway Netzes, speziell der Interstate 35, an das nahegelegene Kansas City angebunden.
Heute ist Olathe Teil der Metropolregion Kansas City und die am schnellsten wachsende Stadt im Bundesstaat Kansas.

## Geographie
Olathe liegt auf 38° 52′51″ nördlicher Breite und 94° 48′11″ westlicher Länge. Das Stadtgebiet umfasst 141,1 Quadratkilometer.

## Einwohnerentwicklung
| Jahr | Einwohner 1 |
| ---- | ----------- |
| 1980 | 37.258      |
| 1990 | 63.352      |
| 2000 | 93.069      |
| 2010 | 125.474     |
| 2020 | 141.290     |

## Demographische Daten des Jahres 2000
- Einwohner: 92.962
- Haushalte: 32.314
- Familien: 24.623
- Bevölkerungsdichte: 662,7/km²

Bevölkerungszusammensetzung: 88,63 % Weiße, 3,70 % Afroamerikaner, 0,43 % Indianer, 2,79 % Asiaten, 4,44 % und 5,44 % sind süd- und mittelamerikanisch.
Altersverteilung:
- 0–18: 30,8 %
- 18–24: 9,20 %
- 25–44: 36,7 %
- 45–64: 18,1 %
- über 65:  5,20 %

Durchschnittsalter: 31
mittleres Einkommen:
- per Haushalt: $61 111
- per Familie: $68 498
- pro Kopf:   $24 498

2,4 % der Familien leben unter der Armutsgrenze.

## Wirtschaft
In Olathe sind einige wichtige international tätige Unternehmen wie Honeywell, Husqvarna, ALDI, Garmin, Grundfos und Farmers Insurance Group angesiedelt. Der operative Hauptsitz von Garmin befindet sich in Olathe.

## Partnerstädte
- Maebashi, Japan

## Söhne und Töchter der Stadt
- Herbert S. Hadley (1872–1927), Politiker, Gouverneur von Missouri
- Chauncey B. Little (1877–1952), Politiker, Vertreter von Kansas im US-Repräsentantenhaus
- Joseph E. Robbins (1901–1989), Filmtechniker und Oscarpreisträger
- Charles „Buddy“ Rogers (1904–1999), Schauspieler und Jazzmusiker
- Larry Parks (1914–1975), Film- und Theaterschauspieler
- John Anderson Jr. (1917–2014), Politiker, Gouverneur von Kansas
- Michael McMillian (* 1978), Schauspieler
- Michael Thomas (* 1988), Fußballspieler
- Braden Smith (* 1996), Footballspieler